# Bera (langue)
Pour les articles homonymes, voir Bera (homonymie).
Le bera ou kibira est une langue bantoue parlée par les Biras des plaines, dans la région de Bunia en République démocratique du Congo.